# 時代劇スペシャル (フジテレビ)
『時代劇スペシャル』（じだいげきスペシャル）とは、1981年（昭和56年）4月から1984年（昭和59年）3月まで、フジテレビ系列で放送された毎回完結の2時間時代劇テレビ映画専門放送枠、もしくは単発の時代劇スペシャルドラマのことである。

## 概要
1980年当時、フジテレビはゴールデンタイムの視聴率が全般的に不振であり、特に金、土曜は一ケタ台の番組がズラリと並んでお寒い限りだった。そこで編成としては、金曜の夜を改編の突破口としようと考えた。ところが、金曜の夜8時といえば、日本テレビは『太陽にほえろ』が常時20%台を堅持し、TBSは武田鉄矢の『金八先生』が30%を超える勢いでテレビ朝日も『ワールドプロレスリング』（新日本プロレス主催）が一定の視聴者層を獲得し、民放では激戦区の一つだった。
裏番組を考慮して編成が出してきたのが、フジテレビ大改革の象徴的な位置付けとして、毎週2時間の新作時代劇を放送するという前代未聞のプロジェクトであった。フジの時代劇は、他局ほど多くはないが、かつて『三匹の侍』で注目を集め、大川橋蔵の『銭形平次』では堂々たる貫禄を見せ、また中村敦夫の『木枯し紋次郎』では、「あっしには、かかわりのネェことでござんす」が流行語になるなど、時代劇ファンを若年層まで広げた実績があった。着想の新しさに魅力を感じた専務（編成・制作担当）の村上七郎は、「これぞ新生フジの先達だ」と思い、早速飛びついた。
こうして『時代劇スペシャル』の登場と相成ったのだが、誰にやってもらうのかが問題となった。そこで村上が日枝久編成局長に尋ねると、「それは太郎さんでしょう」との返事だった。早速、よろめきドラマといわれた『日日の背信』を演出し、「アップの太郎」といわれる技法を編み出したディレクターである岡田太郎を呼び出し、村上がこの企画の話をすると時代劇の経験のなかった岡田は驚いた様子だったが、「このスペシャルは君一人でやるわけではなく、うちには時代劇の経験者も大勢いるので、彼らを集めてチームを作り、君が総大将となってまとめてゆけばよいではないか」と説得した。すると岡田は「時代劇は初めてだが、とにかくやってみましょう。スタートは秋ですか」と尋ねるので、村上が「これは大改編の目玉でもあるので、大変なことだと思うが、私も性急な男、何とか4月開始にしてもらいたい」と言った。岡田は「ええーっ」と大きな声を出して驚いたが、すぐさまプロジェクトチームを結成すると検討が始まった。メンバーは、編成畑から高橋久仁男、中村逸郎、白川文造、重村一、能村庸一、北島正巳（広報担当）、制作畑から沢井謙次、河村雄太郎、南條武史で構成された。
突貫工事で始まった『時代劇スペシャル』は、1981年4月17日スタートすることになり、第1回はフジの看板番組『銭形平次』の大川橋蔵が主演する長谷川伸原作の『沓掛時次郎』（監督松尾昭典）で視聴率は17.3%であった。第9回目では、若山富三郎の『御金蔵破り』が19.2%と、編成念願の20%に迫り、2ヵ月前まで一ケタ番組に泣いたフジが、同時間帯で何年ぶりかで首位争いに加わり、放送開始から1年ほどは快進撃を続けた。しかし、映画『鬼龍院花子の生涯』で映像監督業に復帰した五社英雄（フジテレビOB）が10年ぶりに手掛けた『丹下左膳 剣風!百万両の壺』（1982年10月22日放送）をピークに視聴率が低下。このため野心的な企画は影を潜めるようになり、シリーズものや定番ものが増え、また1983年10月6日から放送枠を移動したことで視聴率はさらに悪化し、放送開始から3年で終了した。

## 放送曜日・時間
- 1981年4月17日から1983年9月16日まで、金曜20:02 ‐ 21:48(JST)。
  - 20:00 - 20:02は予告番組『時代劇ニュース』が設けられた。
- 1983年9月30日は、金曜20:03 ‐ 22:48(JST)。
- 1983年10月6日から1984年3月29日まで、木曜21:02 ‐ 22:48(JST)。
  - 予告番組は21:00 - 21:02に移動し、『今夜の時代劇』と改題した。

## 特記
- 1981年11月は、ワールドカップバレーの中継のため、3週連続で本番組の放送が休止された。
- 関東地区では、1982年10月から半年間、日曜13:00 - 14:55で再放送が行われた。
- 1983年9月まで、プロ野球ナイター中継が行われる場合、本番組の休止を前提に19:00 ‐ 21:54（JST）の3時間枠でナイター中継が編成された。

## 作品名・出演者
| 放映日     | 作品名                              | 脚本                   | 監督       | 出演者 | 製作                         | 視聴率 |
| ---------- | ----------------------------------- | ---------------------- | ---------- | --- | ---------------------------- | ------ |
| 1981.04.17 | 沓掛時次郎                          | 新藤兼人               | 松尾昭典   | 大川橋蔵、山本陽子、林与一、乙羽信子、西村晃 | 東映                         | 17.3%  |
| 1981.04.24 | 怪盗鼠小僧といれずみ判官            | 新藤兼人               | 田中徳三   | 若山富三郎、緒形拳、ジュディ・オング、内田朝雄 | 勝プロダクション             | 13.7%  |
| 1981.05.01 | 着ながし奉行                        | 岡本喜八、松島利昭     | 岡本喜八   | 仲代達矢、中谷一郎、近藤洋介、浅茅陽子、神崎愛、殿山泰司、岡本富士太、岸田森、草野大悟、天本英世、浜田寅彦、北村英三、堀内一市、中村錦司、永野辰弥、市川男女之助、北原将光、疋田泰盛、役所広司、大橋泰之、益岡徹、杣山久美、今福正雄、小沢栄太郎 | 俳優座映画放送、映像京都     | 17.8%  |
| 1981.05.08 | 日本犯科帳・隠密奉行                | 池田一朗               | 大洲齋     | 萬屋錦之介、岸田今日子、新克利、野川由美子、御木本伸介、田中明夫、小池朝雄、浜田寅彦、和崎俊哉 | 中村プロダクション           | 15.7%  |
| 1981.05.15 | 新吾十番勝負                        | 石川孝人、吉田義正     | 斎藤光正   | 国広富之、三船敏郎、岡田奈々、かたせ梨乃 | 三船プロダクション           | 11.2%  |
| 1981.05.22 | 風車の浜吉捕物綴                    | 古田求                 | 井上昭     | 平幹二朗、音無美紀子、橋本功、平田満、森下哲夫、岡本舞、川口敦子、河津左衛子、宇津宮雅代、横森久、矢野宣、小沢栄太郎、梅宮辰夫 | 俳優座映画放送、映像京都     | 11.4%  |
| 1981.05.29 | 二人の武蔵                          | 長坂秀佳               | 新津左兵   | 藤岡弘、江守徹、東千代之介 | 国際放映                     | 10.4%  |
| 1981.06.05 | 牢獄の花嫁                          | 宮川一郎               | 渡邊祐介   | 丹波哲郎、坂口良子、地井武男、野際陽子 | 松竹                         | 15.6%  |
| 1981.06.12 | 御金蔵破り                          | 志村正浩               | 田中徳三   | 若山富三郎、林与一、岸田今日子、花沢徳衛 | 東映                         | 19.2%  |
| 1981.06.19 | 八幡鳩九郎                          | 野波静雄               | 黒田義之   | 松平健、江藤潤、吉沢京子、朝丘雪路、多宮健二、梅津栄、永井譲滋、河合絃司、湖条千秋、杉浦峰夫、飯島大介、浦野隆男、大柴亨介、ポール大河、門脇三郎、清水綋治、市川好朗、高野真二、小川より子、笹入舟作、堀礼文、安永憲司、藤田駿、藤木悠、志賀勝、森山周一郎（声の出演）、中村玉緒 | 勝プロダクション             | 13.0%  |
| 1981.06.26 | 傘次郎・新子捕物日記 夫婦河童       | 中村努                 | 井上昭     | 渡瀬恒彦、原田美枝子、梅宮辰夫 | 勝プロダクション             | 12.9%  |
| 1981.07.10 | 隠密くずれ                          | 鴨井達比古             | 鷹森立一   | 松方弘樹、芦屋雁之助、岩井友見、中島ゆたか、川合伸旺、深江章喜、三浦リカ、佐藤蛾次郎、田中浩、浜田晃、岩尾正隆、阿波地大輔、鈴木康弘、藤森健三、勝野賢三、村居京之輔、崎津均、伊庭剛 | 東映                         | 14.8%  |
| 1981.07.17 | 血槍富士                            | 保利吉紀               | 山下耕作   | 中村梅之助、森田健作、森次晃嗣 | 東映                         | 12.5%  |
| 1981.07.24 | 江戸っ子祭                          | 小国英雄               | 森一生     | 井上順、市毛良枝、友里千賀子、園田裕久、和崎俊哉、中村錦司、山村弘三、北原将光、小林芳弘、笹五朗、芝本正、小国悠子、山口朱美、八重垣百合、島村昌子、武田文雄、暁新太郎、沖ときお、諸木淳郎、吉田信夫、橋本和弘、穂積隆信、小松政夫、田中健、東野英治郎、 | 俳優座映画放送、映像京都     | 14.7%  |
| 1981.07.31 | 佐武と市捕物控                      | 廣澤榮                 | 吉川一義   | 三浦友和、名取裕子、近藤洋介、山田吾一、地井武男、梅宮辰夫 | 東映                         | 15.8%  |
| 1981.08.07 | 魔界番町皿屋敷                      | 保利吉紀               | 原田雄一   | 田村正和、戸浦六宏、永島暎子、睦五郎、三谷昇、石橋雅史、小野川公三郎、林家珍平、神田隆、陶隆司、岩田直二、寺下貞信、波多野博、富永佳代子、藤沢徹夫、疋田泰盛、石井富子、賀田裕子、片平なぎさ | 東映                         | 16.7%  |
| 1981.08.21 | かさねヶ淵                          | 櫻井康裕               | 石川義寛   | 宮下順子、本田博太郎、二宮さよ子 | 円谷プロダクション           | 16.1%  |
| 1981.08.28 | 怪猫佐賀騒動                        | 武末勝                 | 土井茂     | 池玲子、森田健作、中尾彬、長谷川明男、荒谷公之、絵沢萌子、高田早苗、松坂隆子 | 大映映像、大映企画           | 17.6%  |
| 1981.09.04 | 大奥悪霊の館                        | 下飯坂菊馬             | 牧口雄二   | 由美かおる、白石加代子、山本みどり | 東映                         | 15.9%  |
| 1981.09.11 | 振り袖御免                          | 保利吉紀               | 児玉進     | 真野響子、前田吟、宇野重吉、大滝秀治 | 東宝                         | 14.4%  |
| 1981.09.18 | 岡っ引どぶ                          | 下飯坂菊馬             | 渡邊祐介   | 田中邦衛、樹木希林、岡本富士太、森下哲夫、木村弓美、ひろみどり、岡田美佐子、草薙幸二郎、浜田寅彦、地井武男、平幹二朗 | 俳優座映画放送、映像京都     | 19.5%  |
| 1981.09.25 | 仇討選手                            | 鈴木尚之               | 小山幹夫   | 堺正章、秋野太作、森下愛子、東野英心 | 国際放映                     | 8.7%   |
| 1981.10.02 | 清水次郎長 勢揃い清水港             | 葉村彰子               | 山内鉄也   | 西郷輝彦、中村敦夫、和田浩治、尾藤イサオ、大和田獏、谷幹一、松山英太郎、関口宏、佐藤佑介、叶和貴子、名和宏、遠藤太津朗、増田順司、伊沢一郎、高野真二、井上昭文、三宅邦子、永野辰弥、宮口二朗、浜田晃、中田博久、松山照夫、増田けい子、加藤嘉、西山辰夫、福本清三、藤沢薫、堀内一市、大木晤郎、平沢彰、玉生司朗、高並功、有島淳平、大矢敬典、疋田泰盛、尾崎弥枝、藤洋子、伊藤妃良子、白井滋郎、加藤剛、片岡千恵蔵                                                                                                 | 東映、オフィス・ヘンミ       | 14.3%  |
| 1981.10.09 | 日本犯科帳・隠密奉行 金沢編         | 池田一朗               | 手銭弘喜   | 萬屋錦之介、新克利、岸田今日子、火野正平 | 中村プロダクション           | 19.1%  |
| 1981.10.16 | 佐武と市捕物控 斬る                 | 播磨幸児               | 吉川一義   | 三浦友和、名取裕子、近藤洋介、山田吾一、桑山正一、叶和貴子、武知杜代子、浅見小四郎、ひろみどり、伴淳三郎、地井武男、津村隆、永谷悟一、葛生征樹、相馬剛三、井上三千男、遠矢孝信、十日市秀悦、芦沢洋三、大岡透、横山一哉、栗田雅章、山本雅俊、小西祥司、神田武志、宮島信芳、野川由美子、梅宮辰夫 | 東映                         | 16.0%  |
| 1981.10.23 | 狐のくれた赤ん坊                    | 窪田篤人               | 松島稔     | 田村高廣、浜木綿子、林泰文、加藤武、伴淳三郎 | ユニオン映画                 | 17.2%  |
| 1981.10.30 | 素浪人罷り通る                      | 田坂啓                 | 池広一夫   | 三船敏郎、西郷輝彦、佐藤友美、竹田かほり | 三船プロダクション           | 17.6%  |
| 1981.11.06 | 蛇姫様                              | 佐藤繁子、押川國秋     | 永野靖忠   | 片岡孝夫、古手川祐子、若林豪、片平なぎさ | 松竹                         | 18.7%  |
| 1981.12.04 | 怪傑黒頭巾                          | 田中利世、東條正年     | 太田昭和   | 若山富三郎、岸田森、二宮さよ子、加藤嘉、石橋蓮司、草野大悟、金子研三、小林昭二、金田龍之介、西村晃 | 勝プロダクション             | 14.2%  |
| 1981.12.11 | 宿命剣鬼走り                        | 下飯坂菊馬             | 松島稔     | 萬屋錦之介、大木実、音無美紀子、荒木しげる | 中村プロダクション           | 16.2%  |
| 1981.12.18 | 忍びの忠臣蔵                        | 志村正浩               | 工藤栄一   | 萩原健一、岩井半四郎、池上季実子、佐藤允 | 東映                         | 14.9%  |
| 1981.12.25 | 愛妻武士道                          | 國弘威雄               | 高瀬昌弘   | 加藤剛、神崎愛、近藤洋介、うえだ峻、立枝歩、小川真司、可知靖之、原田樹世土、小林尚臣、青木卓、若尾哲平、西園寺章雄、紅萬子、市川男女之助、左とん平、内田朝雄 | 俳優座映画放送、映像京都     | 13.1%  |
| 1982.01.08 | 清水次郎長 風雪流れ旅               | 葉村彰子               | 松尾正武   | 西郷輝彦、中村敦夫、和田浩治、尾藤イサオ、大和田獏、谷幹一、松山英太郎、関口宏、佐藤佑介、日の下金太郎、岡江久美子、川地民夫、小松方正、浜田寅彦、遠藤太津朗、名和宏、稲葉義男、増田順司、三宅邦子、頭師佳孝、増田けい子、加賀まりこ、左とん平、北原義郎、内田勝正、宮口二朗、浜田晃、原健策、黒部進、杉本マチ子、山村弘三、井上茂、浜伸二、有川正治、広瀬義宣、石倉英彦、丘路千、森秀人、壬生新太郎、平河正雄、大城泰、和田昌也、今川浩一、峰蘭太郎、前川恵美子、松田絹江、玉野玲子、武田文雄、大木実、佐野浅夫 | 東映、オフィス・ヘンミ       | 15.1%  |
| 1982.01.15 | お春捕物日記                        | 柴英三郎               | 久世光彦   | 岸本加世子、小林亜星、萬屋錦之介、佳那晃子 | KANOX                        | 17.0%  |
| 1982.01.22 | 仕掛人・藤枝梅安 梅安蟻地獄         | 星川清司               | 児玉進     | 小林桂樹、田村高廣、柴俊夫、中村又五郎 | 東宝                         | 16.7%  |
| 1982.01.29 | 地獄の左門十手無頼帖                | 宮川一郎               | 田中徳三   | 天知茂、山口果林、岡本富士太、茶川一郎、片桐竜次、神田隆、宮口二郎、北町嘉朗、桜川梅八、岡部正純、草野大悟、成田三樹夫、片岡千恵蔵 | 東映                         | 15.2%  |
| 1982.02.05 | 隠密くずれ 地獄の子守唄             | 志村正浩               | 松尾昭典   | 松方弘樹、志穂美悦子、火野正平、鮎川いずみ、宮井えりな、梅津栄、神津善行、芦屋小雁、佐藤蛾次郎、小林伊津子、加瀬悦孝、細川俊夫、北条清嗣、林健樹、森章二、中村錦司、有川正治、岩尾正隆、阿波地大輔、大木晤郎、疋田泰盛、波多野博、勝野賢三、福本清三、小峰隆司、有島淳平、大矢敬典、藤沢徹夫、椿竜二、大月正太郎、池田謙治、笹木俊志、白井滋郎、岡島艶子、三谷真理子、富永佳代子、山梨雅代、成田三樹夫、芦屋雁之助、                                                                                             | 東映                         | 14.9%  |
| 1982.02.12 | 姫四郎流れ旅                        | 村尾昭                 | 手銭弘喜   | 古谷一行、岡田奈々、堀永子、福崎和宏、加藤寿八、徳田興人、西園寺章雄、伴勇太郎、青木卓、浜田雄史、小峰隆二、宍戸大全、堀北幸夫、沖ときお、疋田泰盛、花岡秀樹、加茂雅幹、東悦郎、美鷹健司、諸木淳郎、岡田和範、辻喬次郎、丸尾好広、石津貞義、橋本和博、伊波一夫、潤ますみ、江並隆、小松方正、谷隼人 | 俳優座映画放送、映像京都     | 12.0%  |
| 1982.02.19 | 紫頭巾 黄金の秘密                   | 志村正浩               | 山下耕作   | 高橋英樹、池波志乃、大木実、中尾彬 | 東映                         | 15.2%  |
| 1982.02.26 | 新吾十番勝負 第二話                 | 石川孝人               | 斎藤光正   | 国広富之、岡田奈々、三船敏郎、かたせ梨乃 | 三船プロダクション           | 13.0%  |
| 1982.03.05 | 風車の浜吉捕物綴 秘剣               | 古田求                 | 井上昭     | 平幹二朗、音無美紀子、蛯名由紀子、平田満、大橋吾郎、原田樹世土、根岸一正、岡本麗、永井秀男、荒木雅子、北見唯一、山本一郎、浜田雄史、浜田寅彦、山本清、浅利香津代、高橋幸治、小沢栄太郎 | 俳優座映画放送、映像京都     | 12.7%  |
| 1982.03.12 | ザ・ヤジキタ                        | 伊東恒久、村尾昭       | 牧口雄二   | 川谷拓三、せんだみつお、梅宮辰夫、蟹江敬三 | 東映                         | 9.8%   |
| 1982.03.19 | 新・御金蔵破り                      | 飛鳥ひろし             | 黒田義之   | 若山富三郎、瑳川哲朗、野川由美子、花沢徳衛 | 東映                         | 14.9%  |
| 1982.03.26 | おんな霧隠才蔵                      | 石森史郎、井上梅次     | 井上梅次   | 浅野ゆう子、金田賢一、高松英郎、橋本功 | 松竹                         | 13.8%  |
| 1982.04.09 | 忍者狩り                            | 高田宏治、大津一郎     | 山内鉄也   | 松方弘樹、森田健作、あべ静江、ガッツ石松 | 東映                         | 11.2%  |
| 1982.04.16 | 仕掛人・藤枝梅安 梅安流れ星         | 保利吉紀               | 児玉進     | 小林桂樹、田村高廣、柴俊夫、中村又五郎 | 東宝                         | 15.6%  |
| 1982.04.23 | 佐武と市捕物控 地獄の白狐           | 廣澤榮                 | 吉川一義   | 三浦友和、名取裕子、原田大二郎、山田吾一、賀田裕子、斉藤浩子、丹古母鬼馬二、浅見小四郎、大木正司、地井武男、高橋元太郎、相馬剛三、山浦栄、高月忠、遠矢孝信、坂本良春、十日市秀悦、田中俊哉、由利徹、渥美国泰、梅宮辰夫 | 東映                         | 12.6%  |
| 1982.04.30 | 清水次郎長 男の涙・石松の最后       | 葉村彰子               | 山内鉄也   | 西郷輝彦、中村敦夫、和田浩治、尾藤イサオ、大和田獏、谷幹一、松山英太郎、関口宏、佐藤佑介、日の下金太郎、片平なぎさ、名和宏、外山高士、今井健二、中田博久、宮口二朗、浜田晃、大木正司、原口剛、小池朝雄、水島道太郎、レツゴー正児、レツゴーじゅん、大竹修造、舟倉たまき、本郷淳、妹尾和夫、中村錦司、笹木俊志、池田謙治、有川正治、福本清三、宝多なるみ、那須伸太朗、西山清孝、有島淳平、小舟秋夫、吉見荘三郎、森源太郎、高井清、藤長照夫、井川孝、武井三二、野川由美子、大和田伸也、中谷一郎                     | 東映、オフィス・ヘンミ       | 14.7%  |
| 1982.05.07 | 素浪人罷り通る 暁の死闘             | 村尾昭、中野顕彰       | 松尾昭典   | 三船敏郎、泉谷しげる、千石規子 | 三船プロダクション           | 14.1%  |
| 1982.05.14 | 荒木又衛門 決闘鍵屋の辻             | 保利吉紀               | 岡本静夫   | 大川橋蔵、田村高廣、関根恵子、志垣太郎 | 東映                         | 17.1%  |
| 1982.05.21 | 沖田総司 華麗なる暗殺者             | 石森史郎               | 山下耕作   | 郷ひろみ、柴俊夫、名取裕子 | 松竹                         | 9.7%   |
| 1982.05.28 | 刺客街道                            | 布施博一               | 児玉進     | 加藤剛、岡まゆみ、片桐夕子、河原崎次郎、工藤堅太郎、今井健二、北原将光、下元年世、伴勇太郎、稲葉義男、飛鳥裕子、三浦徳子、山田克二、山本一郎、疋田泰盛、重久剛一、有島淳平、加茂雅幹、花岡秀樹、諸木淳郎、植木等 | 俳優座映画放送、映像京都     | 15.9%  |
| 1982.06.04 | 傘次郎・新子捕物日記 夫婦十手       | 中村努                 | 井上昭     | 渡瀬恒彦、原田美枝子、梅宮辰夫、岸田森 | 勝プロダクション             | 9.8%   |
| 1982.06.11 | 薩摩飛脚                            | 廣澤榮                 | 森一生     | 平幹二朗、近藤洋介、川合伸旺、永井智雄、橋本功、山本清、大橋吾郎、南州太郎、中村錦司、永田光男、重久剛一、多賀勝、水原ゆう紀、松村達雄、太地喜和子 | 俳優座映画放送、映像京都     | 13.6%  |
| 1982.06.18 | 江戸の大騒動                        | 中村努                 | 森一生     | 井上順、市毛良枝、長谷直美、織本順吉、穂積隆信、園田裕久、早川保、北村英三、武周暢、中丸信、若尾哲平、笹五朗、高井清、森秀人、出水憲治、橋本和博、諸木淳郎、山村嵯都子、伊波一夫、加藤正記、伊藤克美、東悦次、田中健、東野英治郎 | 俳優座映画放送、映像京都     | 11.5%  |
| 1982.06.25 | はぐれ狼                            | 安藤日出男             | 小野田嘉幹 | 中村梅之助、名古屋章、香野百合子、横山万里子、江幡高志、瀬川新蔵、浅香春彦、田崎潤、中村公三郎、弘松三郎、長谷川弘、八名信夫、中野文吾、鈴木慎、草村礼子、河井憲、岩瀬威司、大川貴子、那須のり子、伊藤浩市、大島光幸、藤原益二、松山政路、中村玉緒 | ユニオン映画                 | 9.8%   |
| 1982.07.02 | 怪盗夢吉忍び控                      | 馬場当                 | 井上和男   | 堺正章、岡江久美子、小池朝雄、田島令子、速水亮、久米明 | 国際放映                     | 9.8%   |
| 1982.07.09 | 岡っ引どぶ 京洛殺人事件             | 下飯坂菊馬             | 渡邊祐介   | 田中邦衛、樹木希林、結城しのぶ、佐藤佑介、梅津栄、田中浩、浜田晃、岡田美佐子、武内亨、山本一郎、西園寺章雄、中村錦司、丘路千、武周暢、多賀勝、紅萬子、渚まゆみ、ひろみどり、地井武男、平幹二朗 | 俳優座映画放送、映像京都     | 13.5%  |
| 1982.07.16 | 十六文からす堂 江戸占い謎を斬る     | 宮川一郎               | 永野靖忠   | 天知茂、浅茅陽子、金田賢一、待田京介 | 三船プロダクション           | 14.0%  |
| 1982.07.23 | 大江戸無頼河内山宗俊                | 押川國秋、荒木芳久     | 原田雄一   | 丹波哲郎、田村亮、宮内洋、叶和貴子 | 国際放映                     | 11.3%  |
| 1982.07.30 | 新吾十番勝負 第三話                 | 石川孝人               | 斉藤光正   | 国広富之、岡田奈々、西村晃、かたせ梨乃 | 三船プロダクション           | 8.6%   |
| 1982.08.13 | 怪談牡丹灯篭                        | 國弘威雄               | 南野梅雄   | 林与一、佳那晃子、八木昌子、絵沢萌子、ひろみどり、神田橋満、堀内一市、谷啓、近江輝子、三浦徳子、倉谷礼子、丘路千、山本一郎、暁新太郎、松尾勝人、滝田裕介、殿山泰司、山形勲 | 俳優座映画放送、映像京都     | 11.0%  |
| 1982.08.20 | 髑髏検校                            | 下飯坂菊馬             | 原田雄一   | 田村正和、由美かおる、伊吹剛 | 東映                         | 12.0%  |
| 1982.08.27 | 怨                                  | 大原清秀               | 土井茂     | 真行寺君枝、江藤潤、鈴鹿景子、有島一郎 | 大映企画、大映映画京都撮影所 | 12.3%  |
| 1982.09.03 | 悪霊桜子姫                          | 佐藤繁子               | 黒田義之   | 岡本舞、中村嘉葎雄、大木実 | 円谷プロダクション           | 10.5%  |
| 1982.09.10 | 御用船炎上                          | 村尾昭                 | 池広一夫   | 竹脇無我、西村晃、待田京介 | 三船プロダクション           | 12.0%  |
| 1982.09.17 | 旗本やくざ 大江戸喧嘩帳             | 佐藤繁子               | 児玉進     | 西郷輝彦、大谷直子、加藤嘉、加賀まりこ | 松竹                         | 11.0%  |
| 1982.09.24 | 道場破り                            | 小国英雄、瀬川昌治     | 瀬川昌治   | 若山富三郎、由紀さおり、中谷一郎、内藤武敏 | 松竹                         | 11.4%  |
| 1982.10.08 | 日本犯科帳・隠密奉行 久留米編       | 池田一朗               | 松島稔     | 萬屋錦之介、岸田今日子、御木本伸介、新克利 | 中村プロダクション           | 12.1%  |
| 1982.10.15 | 仕掛人・藤枝梅安 梅安迷い箸         | 星川清司               | 児玉進     | 小林桂樹、田村高廣、柴俊夫、池波志乃 | 東宝                         | 13.2%  |
| 1982.10.22 | 丹下左膳 剣風!百万両の壺            | 五社英雄、田坂啓       | 五社英雄   | 仲代達矢、松尾嘉代、夏目雅子、磯部勉、佐藤金造、アゴいさむ、スマイリー小原、佐藤京一、大橋吾郎、桜井稔、堀内一市、石原須磨夫、中谷一郎、西村晃、夏木勲 | 俳優座映画放送、映像京都     | 13.4%  |
| 1982.10.29 | 素浪人罷り通る 血煙りの宿           | 津田幸於、村尾昭       | 吉川一義   | 三船敏郎、荒井注、佐藤オリエ、高橋長英 | 三船プロダクション           | 15.8%  |
| 1982.11.05 | 紫頭巾 京洛の大粛清                 | 志村正浩               | 工藤栄一   | 高橋英樹、鮎川いずみ、遠藤太津朗、石橋蓮司 | 東映                         | 14.1%  |
| 1982.11.12 | 地獄の掟                            | 隆巴                   | 井上昭     | 仲代達矢、隆大介、山本圭、室田日出男 | 俳優座映画放送、映像京都     | 10.3%  |
| 1982.11.19 | 岡っ引どぶ 流人島殺人事件           | 下飯坂菊馬             | 渡邊祐介   | 田中邦衛、樹木希林、三浦浩一、高橋恵子、栗田陽子、信欣三、木村元、森下哲夫、岡本広美、岡田美佐子、青木卓、野上哲夫、玉生司朗、磯部勉、地井武男、平幹二朗 | 俳優座映画放送、映像京都     | 14.8%  |
| 1982.11.26 | 闇の傀儡師                          | 新藤兼人               | 原田雄一   | 北大路欣也、佳那晃子、松原千明、峰岸徹、石橋蓮司、西沢利明、小林稔侍、和崎俊哉、岩尾正隆、笹木俊志、五十嵐義弘、島田秀雄、宮城幸生、疋田泰盛、細川純一、波多野博、木谷邦臣、壬生新太郎、藤巻潤、岸田森、水原麻記、清水久美子、水島道太郎、垂水悟郎、原田大二郎、神山繁 | 東映                         | 11.9%  |
| 1982.12.03 | 剣客商売 辻斬り                     | 星川清司               | 森一生     | 加藤剛、中村又五郎、小沢栄太郎、近藤洋介 | 東宝                         | 15.6%  |
| 1982.12.10 | 佐武と市捕物控 岡っ引無情           | 播磨幸児               | 吉川一義   | 三浦友和、名取裕子、島村佳江、小野みゆき、大木正司、浅見小四郎、龍駿介、兼松隆、冷泉公裕、佐藤晟也、友金敏雄、南雲佑介、石橋蓮司、戸浦六宏、深江章喜、坂本良春、大竹あかね、平川広美、芦沢洋三、町田政則、川島一平、遠矢孝信、菊池太、神田武志、小甲登枝恵、伊藤慶子、泉福之助、宮沢文江、地井武男、山田吾一、梅宮辰夫 | 東映                         | 13.0%  |
| 1982.12.17 | 浪人八景 雪太郎風流剣               | 白井更正、鈴木兵吾     | 西山正輝   | 杉良太郎、夏木陽介、山口いづみ、MIE | 杉友プロ                     | 11.4%  |
| 1982.12.24 | 彫師伊之助捕物覚え 消えた女         | 保利吉紀               | 小野田嘉幹 | 中村梅之助、三田明、野川由美子、上村愛子 | 国際放映                     | 12.7%  |
| 1983.01.07 | 仕掛人・藤枝梅安 梅安晦日蕎麦       | 星川清司               | 小野田嘉幹 | 小林桂樹、田村高廣、柴俊夫、佳那晃子 | 東宝                         | 11.6%  |
| 1983.01.14 | 御金蔵破り 家康の首                 | 飛鳥ひろし             | 黒田義之   | 若山富三郎、林与一、瑳川哲朗、大木実 | 東映                         | 11.8%  |
| 1983.01.21 | 地獄の左門十手無頼帖 将軍暗殺       | 宮川一郎               | 田中徳三   | 天知茂、あべ静江、石橋蓮司、佐藤万理、原田大二郎、岸田森、丹波哲郎 | 東映                         | 12.8%  |
| 1983.01.28 | 秘剣揚羽蝶 源氏九郎颯爽記           | 葉村彰子               | 倉田準二   | 里見浩太朗、辺見マリ、金田龍之介、佐野浅夫 | 東映、オフィス・ヘンミ       | 15.6%  |
| 1983.02.04 | 清水次郎長 筑波おろし・義侠の仇討   | 葉村彰子、大久保昌一良 | 山内鉄也   | 西郷輝彦、和田浩治、大和田獏、谷幹一、桜木健一、叶和貴子、桜むつ子、藤岡重慶、深江章喜、名和宏、亀石征一郎、宮口二朗、浜田晃、黒部進、大前均、南道郎、守屋俊志、芦川よしみ、近藤準、村井国男、伊吹剛、中村竹弥、有川正治、笹木俊志、出水憲司、福本清三、有島淳平、嶋多佳子、島田秀雄、山田良樹、小峰隆司、大城泰、池田謙治、小坂和之、奔田陵、長沢義典、淡路康、佳那晃子 | 東映、オフィス・ヘンミ       | 11.2%  |
| 1983.02.11 | 岡っ引どぶ 謎の凧あげ連続殺人事件   | 下飯坂菊馬             | 吉田啓一郎 | 田中邦衛、平幹二朗、樹木希林、三田明 | 俳優座映画放送、映像京都     | 14.2%  |
| 1983.02.18 | 素浪人罷り通る 去るも地獄残るも地獄 | 新藤兼人               | 吉川一義   | 三船敏郎、沖雅也、夏木マリ、小池朝雄 | 三船プロダクション           | 13.1%  |
| 1983.02.25 | 旗本退屈男                          | 古田求                 | 森一生     | 平幹二朗、小沢栄太郎、熊谷真実、東千代之介 | 東宝、俳優座映画放送         | 12.2%  |
| 1983.03.04 | 剣客商売 誘拐                       | 安藤日出男             | 児玉進     | 加藤剛、中村又五郎、小沢栄太郎、近藤洋介 | 東宝                         | 14.0%  |
| 1983.03.11 | 夕陽の用心棒                        | 池田一朗               | 大洲齋     | 丹波哲郎、鹿賀丈史、松尾嘉代、田中明夫 | 松竹                         | 13.1%  |
| 1983.03.18 | 隠密くずれ 消えた大名行列           | 志村正浩               | 牧口雄二   | 松方弘樹、芦屋雁之助、范文雀、賀田裕子、伊吹剛、佐藤蛾次郎、野口貴史、出水憲司、きくち英一、岩尾正隆、鈴木康弘、永野辰弥、阿波地大輔、上田大火、守屋俊志、菅貫太郎、本阿弥周子、青木義朗 | 東映                         | 14.4%  |
| 1983.03.25 | 鼠小僧次郎吉 必殺の白刃             | 新藤兼人               | 鷹森立一   | 林与一、鹿賀丈史、小林稔侍 | 三船プロダクション           | 12.2%  |
| 1983.04.08 | 素浪人罷り通る 涙に消えた三日極楽   | 星川清司               | 井上昭     | 三船敏郎、杉田かおる、田口計 | 三船プロダクション           | 10.0%  |
| 1983.04.15 | 仕掛人・藤枝梅安 梅安針供養         | 櫻井康裕               | 小野田嘉幹 | 小林桂樹、田村高廣、柴俊夫、川口敦子 | 東宝                         | 8.8%   |
| 1983.04.22 | 花隠密                              | 安倍徹郎               | 児玉進     | 加藤剛、真野響子、辰巳柳太郎 | 俳優座映画放送、映像京都     | 12.0%  |
| 1983.05.06 | 大岡政談 魔像                       | 柴英三郎               | 山本和夫   | 田村高廣、丹波哲郎、松尾嘉代、小松方正 | テレキャスト                 | 13.7%  |
| 1983.05.13 | 大奥犯科帳                          | 西澤裕子、松本功       | 大洲齋     | 星野知子、沖雅也、野際陽子 | 東映                         | 11.1%  |
| 1983.05.20 | 鯉名の銀平 雪の渡り鳥               | 高田宏治               | 原田雄一   | 大川橋蔵、近藤正臣、坂口良子 | 東映                         | 11.6%  |
| 1983.05.27 | 御金蔵破り 佐渡の金山を狙え         | 松本功、滝洸一郎       | 黒田義之   | 若山富三郎、岡田奈々、加納竜、清水綋治 | 東映                         | 11.8%  |
| 1983.06.03 | 岡っ引どぶ 風車殺人事件             | 下飯坂菊馬             | 渡邊祐介   | 田中邦衛、樹木希林、三浦浩一 | 俳優座映画放送、映像京都     | 11.7%  |
| 1983.06.10 | 十六文からす堂 初夜は血の匂い       | 宮川一郎               | 斎藤光正   | 天知茂、浅茅陽子、金田賢一 | 三船プロダクション           | 14.0%  |
| 1983.06.17 | お毒見役主丞 乾いて候               | 志村正浩               | 原田雄一   | 田村正和、田村高廣、中山仁 | 東映                         | 14.8%  |
| 1983.06.24 | お庭番秘聞 暗殺者                   | 國弘威雄               | 高瀬昌弘   | 平幹二朗、磯部勉、服部妙子、綿引勝彦、稲葉義男、竜崎勝、三枝歩、小林芳宏、堀内一市、山本一郎、三輪猛雄、下元年世、野崎善彦、岩戸隼人、出水憲司、諸木淳郎、佐藤好将、中田萬三彦、美鷹健児、花岡秀樹、加茂雅幹、橋本和博、磯崎真、新藤浩、大島光幸、千代朝子、宮部昭夫、岸田森、神山繁 | 俳優座映画放送、映像京都     | 10.8%  |
| 1983.07.01 | 花笛伝奇                            | 星川清司               | 小野田嘉幹 | 松方弘樹、岡江久美子、近藤洋介、高橋惠子、風間舞子、勝野賢三、折尾哲郎、阿波地大輔、多賀勝、堀内一市、沖ときお、松本克平、小柳圭子、小林加奈枝、中村嘉葎雄、 | 俳優座映画放送、映像京都     | 14.7%  |
| 1983.07.08 | 地獄の左門十手無頼帖 女菩薩供養     | 宮川一郎               | 松島稔     | 天知茂、尾藤イサオ、池波志乃、山本みどり、香山武彦、北町嘉朗、一柳みる、岡部正純、今いくよ、今、くるよ、近江輝子、永野辰弥、永井英里、守屋俊志、小松方正、南利明、仲谷昇、中谷一郎 | 東映                         | 14.1%  |
| 1983.07.15 | 仕掛人・藤枝梅安 梅安岐れ道         | 安倍徹郎、櫻井康裕     | 児玉進     | 小林桂樹、田村高廣、柴俊夫、岡本富士太 | 東宝                         | 12.3%  |
| 1983.07.22 | 松本清張のかげろう絵図              | 志村正浩               | 松尾昭典   | 古谷一行、山口果林、北村和夫、山形勲 | 東映                         | 13.7%  |
| 1983.07.29 | 女盗賊忍び舞い                      | 保利吉紀               | 児玉進     | 真野響子、神山繁、高橋昌也、内田朝雄 | 東宝                         | 10.0%  |
| 1983.08.05 | 素浪人罷り通る 矢立峠に裏切りを見た | 宮川一郎               | 鷹森立一   | 三船敏郎、若林豪、范文雀、戸浦六宏 | 三船プロダクション           | 8.4%   |
| 1983.08.12 | 怪猫有馬御殿                        | 八尋大和               | 土井茂     | 岡田奈々、目黒祐樹、片桐夕子、横内正 | 大映企画                     | 12.6%  |
| 1983.08.19 | 無明剣走る                          | 中村努                 | 森一生     | 田村正和、田中邦衛、高橋悦史、近藤洋介 | 俳優座映画放送、映像京都     | 11.9%  |
| 1983.08.26 | 隠密くずれ 変幻くノ一黄金城の秘密   | 志村正浩               | 牧口雄二   | 松方弘樹、芦屋雁之助、佳那晃子、森川正太、ビートきよし、伊勢将人、鈴木美司子、船戸順、水島道太郎、遠藤太津朗、近藤洋介 | 東映                         | 11.8%  |
| 1983.09.02 | 怪談妖蝶の棲む館                    | 下飯坂菊馬             | 吉田啓一郎 | 佳那晃子、峰岸徹 | 俳優座映画放送、映像京都     | 10.7%  |
| 1983.09.09 | 秘境黄金谷の決闘                    | 中村努                 | 松島稔     | 丹波哲郎、新克利、加瀬悦孝、甲斐みどり、宮口二郎、岩尾正隆、仲地宗次、折尾哲郎、中野大輔、津奈美里ん、丸平峰子、神谷智美、田村公哉、吉岡伸祥、笹木俊志、井上昭文、深江章喜、篠ひろ子 | 東映                         | 9.6%   |
| 1983.09.16 | 奉行暗殺始末                        | 押川國秋、古田求       | 高瀬昌弘   | 林与一、磯部勉、戸浦六宏、山形勲 | 国際放映                     | 15.0%  |
| 1983.09.30 | 松本清張の西海道談綺                | 古田求                 | 児玉進     | 松平健、古手川祐子、丹波哲郎、中村敦夫 | 国際放映                     | 16.5%  |
| 1983.10.06 | 影狩り                              | 國弘威雄               | 井上昭     | 仲代達矢、隆大介、伊藤敏八、山本みどり、近藤洋介、山本清、平泉成、小林尚臣、森一、遠藤隆厳、山村弘三、沖ときお、諸木淳郎、松尾勝人、美鷹健児、東悦次、徳谷清美、川勝誠、高村貴臣、村上勤、内藤武敏、武内亨、小沢栄太郎 | 俳優座映画放送、映像京都     | 16.6%  |
| 1983.10.13 | おんな牢秘抄                        | 中村努                 | 大洲齋     | 江波杏子、大場久美子、伊藤孝雄 | 俳優座映画放送、映像京都     | 12.7%  |
| 1983.10.20 | お庭番 忍びの構図                   | 下飯坂菊馬             | 吉田啓一郎 | 田中邦衛、根岸季衣、岡本富士太、原口剛、遠藤憲一、青木卓、水島美奈子、崎津隆介、村上博、高井清、須永克彦、土屋嘉男、美鷹健司、橋本和弘、森山陽介、稲垣昌和、花沢徳衛、綿引勝彦、鈴木瑞穂 | 俳優座映画放送、映像京都     | 12.8%  |
| 1983.11.03 | 仕掛人・藤枝梅安 梅安乱れ雲         | 安倍徹郎               | 小野田嘉幹 | 小林桂樹、田村高廣、柴俊夫、島田正吾 | 東宝                         | 11.9%  |
| 1983.11.10 | 魔境殺生谷の秘密                    | 星川清司               | 西村潔     | 三船敏郎、財津一郎、佳那晃子、峰岸徹 | 三船プロダクション           | 11.3%  |
| 1983.11.17 | 音なし源 さの字殺し                 | 下飯坂菊馬             | 小野田嘉幹 | 中村梅之助、松尾嘉代、石橋蓮司、織本順吉 | 国際放映                     | 10.6%  |
| 1983.11.24 | さそり伝奇 風雲将棋谷               | 星川清司               | 吉田啓一郎 | 松方弘樹、神崎愛、風祭ゆき、綿引勝彦 | 俳優座映画放送、映像京都     | 11.7%  |
| 1983.12.01 | 樅の木は残った                      | 隆巴                   | 井上昭     | 仲代達矢、役所広司、鈴木瑞穂、小林哲子、星野浩美、仙道敦子、益岡徹、大橋吾郎、小川真司、森一、森下哲夫、小宮久美子、小林泉、志乃原良子、遠藤隆厳、鷲生功、友居達彦、野崎海太郎、吉村和敏、内藤武敏、近藤洋介、加藤武、小沢栄太郎 | 俳優座映画放送、映像京都     | 11.0%  |
| 1983.12.08 | くノ一忠臣蔵                        | 石森史郎               | 関本郁夫   | 山本みどり、中村敦夫、丹波哲郎、中村竹弥 | 東映                         | 9.1%   |
| 1983.12.15 | 裏切りの報酬 追放者・九鬼真十郎     | 古田求                 | 小野田嘉幹 | 露口茂、山本みどり、佐藤友美、長谷川明男 | 国際放映                     | 10.7%  |
| 1983.12.22 | 密偵                                | 宮川一郎               | 鷹森立一   | 天知茂、高松英郎、范文雀、岡本富士太 | 三船プロダクション           | 13.5%  |
| 1983.12.29 | 岡っ引どぶ 折鶴殺人事件             | 下飯坂菊馬             | 吉田啓一郎 | 田中邦衛、平幹二朗、樹木希林、三浦浩一 | 俳優座映画放送、映像京都     | 14.3%  |
| 1984.01.12 | 死をよぶ猫は金の爪 人形佐七捕物帖   | 尾中洋一               | 土井茂     | 片岡孝夫、松原千明、下條アトム、大門正明、夏桂子、田中浩、行友勝江、原口剛、北村晃一、大塚周夫、芝本正、田中弘史、丘祐子、小笠原町子、中野誠也、伊豆肇、稲葉義男、入江若葉、花沢徳衛 | 俳優座映画放送、映像京都     | 9.3%   |
| 1984.01.19 | 同心部屋御用帳 江戸の旋風           | 保利吉紀               | 高瀬昌弘   | 加山雄三、小林桂樹、名高達郎、范文雀 | 東宝                         | 14.4%  |
| 1984.01.26 | 乾いて候 お毒味役必殺剣             | 志村正浩               | 原田雄一   | 田村正和、田村高廣、梅宮辰夫、中山仁 | 東映                         | 17.0%  |
| 1984.02.02 | 暗殺指令                            | 志村正浩、渡辺千明     | 工藤栄一   | 高橋英樹、宮崎美子、伊吹剛、井上真由美、一柳みる、三浦徳子、北見唯一、河合絃司、永野辰弥、牧冬吉、寺下貞信、永田光男、有川正治、丘路千、笹木俊志、福本清三、池田謙治、小峰隆司、志茂山高也、矢部義章、司裕介、武井三二、今福将雄、深江章喜、北野清治、白井滋郎、小船秋夫、大矢敬典、森源太郎、永田登志雄、浅井誠、高橋弘志、和歌林三津江、駒田真紀、鈴木康弘、夏八木勲 | 東映                         | 17.0%  |
| 1984.02.09 | 闇の歯車                            | 隆巴                   | 井上昭     | 仲代達矢、役所広司、東野英治郎、神崎愛 | 俳優座映画放送、映像京都     | 10.7%  |
| 1984.02.16 | 御用牙                              | 志村正浩               | 工藤栄一   | 松方弘樹、秋野暢子、立花愛子、阿藤海、辻萬長、成瀬正、関時男、堀礼文、山西道広、古城裕章、野口貴史、岩城力也、相馬剛三、疋田泰盛、和田昌也、笹木俊志、勝野賢三、矢部義章、司裕介、武中秀人、大和田章吾、小峰隆司、大念寺誠、小谷浩三、澤亜樹、宮城幸生、妹尾友信、毛利清二、田中明男、内田稔、綿引勝彦、中村嘉葎雄 | 東映                         | 14.0%  |
| 1984.02.23 | 烙印の女たち                        | 中村努                 | 土井茂     | 真行寺君枝、片桐夕子、北原将光 | 俳優座映画放送、映像京都     | 10.4%  |
| 1984.03.01 | 子連れ狼                            | 國弘威雄               | 大洲齋     | 萬屋錦之介、三國連太郎、原田美枝子、綿引勝彦 | 東映                         | 17.5%  |
| 1984.03.08 | どくろ銭                            | 葉村彰子               | 倉田準二   | 北大路欣也、岡田奈々、藤岡琢也、田中明夫 | オフィス・ヘンミ             | 13.3%  |
| 1984.03.15 | 地獄の左門十手無頼帖 声を盗まれた娘 | 宮川一郎               | 松島稔     | 天知茂、萬田久子、伊吹剛、山本紀彦、桑原大輔、平川広美、渡辺有希子、福家美峰、岡部正純、五代俊介、喜田晋平、深江章喜、北町嘉朗、御木本伸介、南利明、小池朝雄 | 東映                         | 14.1%  |
| 1984.03.22 | 暗殺者の神話                        | 安倍徹郎               | 高瀬昌弘   | 隆大介、田村高廣、秋野暢子、山本みどり | 俳優座映画放送、映像京都     | 11.8%  |
| 1984.03.29 | 怪談津の国屋 半七捕物帳             | 下飯坂菊馬             | 新津左兵   | 露口茂、松尾嘉代、岡江久美子 | 国際放映                     | 8.4%   |